# Vlastimil Klenovský
Vlastimil Klenovský (13. září 1927 – 13. května 1949 Choceň) byl český pilot, který byl v roce 1949 zastřelen při pokusu o přelet letadlem na západ během snahy o emigraci z Československa.

## Život
Narodil se v roce 1927. V roce 1946 nastoupil na Leteckou vojenskou akademii v Hradci Králové. Zastával protikomunistické názory a po únorovém převratu byl kvůli odmítnutí vstoupit do KSČ propuštěn z armády a v prosinci 1948 byl donucen k ukončení studia na vojenské akademii. Poté byl přemístěn do Vysokého Mýta v rámci základní vojenské služby, kde působil u pomocného leteckého praporu. Po konci vojenské služby nastoupil jako mechanik na letišti v Chocni. Vojenskou hodností byl plukovník. Měl nejméně jednoho bratra.

### Pokus o útěk na západ
Spolu se svou přítelkyní Hedou a čtyřmi kamarády se rozhodl z Československa uprchnout a emigrovat do Západního Německa. Svůj útěk se rozhodli vykonat tím způsobem, že na choceňském letišti ukradnou dvě civilní letadla, kterými poté přeletí státní hranici. Po příchodu na letiště se skupině podařilo příslušníky SNB, kteří letiště střežili, svázat. Uprchlíci poté nastoupili do letadel (Klenovský seděl v letadle Mráz M-1C Sokol) a v brzkých ranních hodinách 13. května 1949 připravovali se k odletu. V tu chvíli se však podařilo jednomu ze svázaných příslušníků SNB osvobodit poté, co mu kvůli zranění způsobenému při prvotní potyčce Klenovského přítelkyně Heda uvolnila pouta. Ten poté na lidi v letadlech okamžitě začal střílet, přičemž Klenovského a jeho přítelkyni jeho výstřely usmrtily, Klenovského kamaráda pak zranily. Druhému letadlu se sice podařilo vzlétnout, hranici však nepřeletělo poté, co havarovalo u Sušice. Tři přeživší přátelé Klenovského byli poté za trestné činy velezrady a loupeže v srpnu 1949 odsouzeni k trestu odnětí svobody ve výši 30 let, čtvrtý byl odsouzen k doživotnímu trestu. Rehabilitováni byli po sametové revoluci v roce 1990.
Příslušník SNB, který Klenovského zastřelil, byl posléze za svůj postup pokárán, neboť místo toho, aby letouny poškodil a znemožnil jim odletět, bezdůvodně střílel na jeho posádku. Později bylo zjištěno, že tak zřejmě činil mj. i proto, že jej viděla, jak v hrubém rozporu s předpisy sedí v letadle, kde jí řízek. Ve Dvořisku připomíná památku Klenovského pamětní deska.